# Saison 1995-1996 du Stade Malherbe Caen
Chronologie
Saison précédente Saison suivante
En 1995-1996, le Stade Malherbe de Caen évolue en deuxième division pour la première fois depuis 1988. 
La vente d'Andersson permet de recruter une équipe de niveau élevé pour la Division 2. C'est ainsi qu'arrivent les Auxerrois Raphaël Guerreiro et Pascal Vahirua, les buteurs Franck Priou et Samuel Michel, ainsi que le gardien Luc Borrelli. Cette équipe expérimentée effectue un parcours remarquable et remporte le titre de champion de France de Division 2, devant l'Olympique de Marseille. Elle atteint également les quarts de finale de coupe de France, seulement éliminée à Montpellier (1-0).

## Transferts

### Arrivées
| Nom               | Poste     | Nationalité sportive | Transfert | Provenance       |
| ----------------- | --------- | -------------------- | --------- | ---------------- |
| Pascal Vahirua    | attaquant | France               | Transfert | AJ Auxerre       |
| Raphaël Guerreiro | milieu    | France               | Transfert | AJ Auxerre       |
| Franck Priou      | attaquant | France               | Transfert | AS Saint-Etienne |
| Bernard Héréson   | défenseur | France               | Transfert | RC Lens          |
| Stéphane Moreau   | défenseur | France               | Transfert | FC Nantes        |
| Luc Borrelli      | gardien   | France               | Transfert | Paris SG         |
| Samuel Michel     | attaquant | France               | prêt      | Stade rennais    |
| Arnaud Tanguy     | milieu    | France               | transfert | Stade brestois   |
| Stéphane Tanguy   | milieu    | France               | transfert | Stade brestois   |
| Claude Barrabé    | gardien   | France               | prêt      | Montpellier HSC  |

### Départs
| Nom                | Poste     | Nationalité sportive | Transfert | Destination         |
| ------------------ | --------- | -------------------- | --------- | ------------------- |
| Lilian Nalis       | milieu    | France               | transfert | Stade lavallois     |
| Kennet Andersson   | attaquant | Suède                | transfert | AS Bari             |
| Richard Dutruel    | gardien   | France               | Transfert | Paris SG            |
| Hippolyte Dangbeto | défenseur | France- Bénin        | Transfert | Perpignan CFC       |
| Joel Germain       | défenseur | France               | Transfert | Lille OSC           |
| Amara Simba        | attaquant | France               | Transfert | Lille OSC           |
| Nicolas Huysman    | milieu    | France               | Transfert | Havre AC            |
| Frédéric Peteyrens | gardien   | France               | transfert | FC Sochaux          |
| Patrick Revelles   | attaquant | France               | transfert | CS Louhans-Cuiseaux |
| Jacques Rémy       | attaquant | France               | transfert | FC Istres           |
| Jean-Jacques Etamé | milieu    | France               | transfert | AS Cannes           |
| Olivier Bochu      | défenseur | France               | transfert | Nîmes Olympique     |
| Jerry de Jong      | défenseur | Suriname             | transfert | PSV Eindhoven       |
| Christophe Point   | milieu    | France               | arrêt     |                     |

## Effectif

### Joueurs utilisés
| Joueur         | D2     | D2   |
| Joueur         | Matchs | Buts |
| -------------- | ------ | ---- |
| Luc Borrelli   | 38     | 0    |
| Claude Barrabé | 4      | 0    |

| Joueur           | D2     | D2   |
| Joueur           | Matchs | Buts |
| ---------------- | ------ | ---- |
| Milos Glonek     | 40     | 1    |
| Stéphane Lièvre  | 35     | 3    |
| Yvan Lebourgeois | 31     | 0    |
| David Sommeil    | 30     | 0    |
| Bernard Héréson  | 29     | 0    |
| Stéphane Moreau  | 28     | 2    |
| William Gallas   | 14     | 0    |
| Olivier Bochu    | 1      | 0    |

| Joueur              | D2     | D2   |
| Joueur              | Matchs | Buts |
| ------------------- | ------ | ---- |
| Stéphane Dedebant   | 40     | 6    |
| Emmanuel Rival      | 35     | 2    |
| Jean-François Péron | 32     | 1    |
| Raphaël Guerreiro   | 26     | 2    |
| Christophe Duboscq  | 9      | 0    |
| Arnaud Tanguy       | 1      | 0    |

| Joueur              | D2     | D2   |
| Joueur              | Matchs | Buts |
| ------------------- | ------ | ---- |
| Pascal Vahirua      | 40     | 2    |
| Franck Priou        | 37     | 24   |
| Samuel Michel       | 37     | 14   |
| Bill Tchato         | 18     | 0    |
| Stéphane Lemarchand | 16     | 2    |

## Les rencontres de la saison

### Championnat de deuxième division
| Date       | Journée | Adversaire               | Lieu | Score | Buteurs SMC                 | Class. | Public |
| ---------- | ------- | ------------------------ | ---- | ----- | --------------------------- | ------ | ------ |
| 19/07/1995 | 1re     | Toulouse FC              | Ext. | 1 - 2 | Dedebant, Priou             | 2e     | 12 742 |
| 26/07/1995 | 2e      | FC Mulhouse              | Dom. | 3 - 1 | Rival, Priou (2)            | 1e     | 11 402 |
| 29/07/1995 | 3e      | Stade lavallois          | Ext. | 1 - 1 | Michel                      | 2e     | 6 889  |
| 01/08/1995 | 4e      | Alès                     | Dom. | 1 - 0 | Michel                      | 2e     | 10 522 |
| 09/08/1995 | 5e      | FC Lorient               | Ext. | 1 - 1 | Péron                       | 2e     | 5 785  |
| 12/08/1995 | 6e      | AS Nancy-Lorraine        | Dom. | 1 - 0 | Michel                      | 2e     | 10 877 |
| 19/08/1995 | 7e      | Stade Poitevin           | Ext. | 0 - 1 | Priou                       | 1e     | 3 200  |
| 26/08/1995 | 8e      | Olympique de Marseille   | Dom. | 2 - 0 | Michel, Priou               | 1e     | 19 008 |
| 02/09/1995 | 9e      | Red Star                 | Ext. | 2 - 1 | Priou                       | 1e     | 6 456  |
| 09/09/1995 | 10e     | Chamois niortais         | Dom. | 3 - 1 | Michel, Priou, Vahirua      | 1e     | 9 777  |
| 16/09/1995 | 11e     | ASOA Valence             | Ext. | 1 - 1 | Glonek                      | 1e     | 10 300 |
| 23/09/1995 | 12e     | Olympique de Charleville | Dom. | 2 - 1 | Michel, Priou               | 1e     | 9 362  |
| 29/09/1995 | 13e     | FC Sochaux-Montbéliard   | Ext. | 4 - 2 | Dedebant, Moreau            | 1e     | 7 000  |
| 04/10/1995 | 14e     | Le Mans UC 72            | Dom. | 1 - 0 | Rival                       | 1e     | 9 567  |
| 13/10/1995 | 15e     | SA Epinal                | Ext. | 4 - 0 |                             | 1e     | 2 015  |
| 22/10/1995 | 16e     | Angers SCO               | Dom. | 2 - 0 | Michel, Priou               | 1e     | 9 043  |
| 28/10/1995 | 17e     | CS Louhans-Cuiseaux      | Ext. | 0 - 2 | Lièvre, Michel              | 1e     | 4 205  |
| 04/11/1995 | 18e     | Amiens SC                | Dom. | 3 - 0 | Priou (2), Michel           | 1e     | 9 415  |
| 09/11/1995 | 19e     | Perpignan                | Ext. | 1 - 0 |                             | 1e     | 2 121  |
| 18/11/1995 | 20e     | Dunkerque                | Dom. | 2 - 2 | Lemarchand, Priou           | 1e     | 8 302  |
| 25/11/1995 | 21e     | Châteauroux              | Ext. | 0 - 1 | Michel                      | 1e     | 4 925  |
| 09/12/1995 | 22e     | FC Mulhouse              | Ext. | 0 - 0 |                             | 1e     | 1 500  |
| 10/01/1996 | 23e     | Stade lavallois          | Dom. | 1 - 2 | Michel                      | 1e     | 12 585 |
| 20/01/1996 | 24e     | Alès                     | Ext. | 1 - 1 | Vahirua                     | 1e     | 1 500  |
| 27/01/1996 | 25e     | FC Lorient               | Dom. | 3 - 0 | Priou (3)                   | 1e     | 7 478  |
| 07/02/1996 | 26e     | AS Nancy-Lorraine        | Ext. | 3 - 0 |                             | 1e     | 8 597  |
| 10/02/1996 | 27e     | Stade Poitevin           | Dom. | 2 - 0 | Priou (2)                   | 1e     | 8 107  |
| 18/02/1996 | 28e     | Olympique de Marseille   | Ext. | 1 - 0 |                             | 2e     | 39 408 |
| 02/03/1996 | 30e     | Chamois niortais         | Ext. | 1 - 1 | Priou                       | 2e     | 3 244  |
| 09/03/1996 | 31e     | ASOA Valence             | Dom. | 3 - 0 | Michel, Priou (2)           | 2e     | 9 109  |
| 13/03/1996 | 32e     | Olympique de Charleville | Ext. | 0 - 0 |                             | 2e     | 3 100  |
| 22/03/1996 | 33e     | FC Sochaux-Montbéliard   | Dom. | 1 - 0 | Lièvre                      | 2e     | 10 897 |
| 30/03/1996 | 34e     | Le Mans UC 72            | Ext. | 1 - 0 |                             | 2e     | 4 595  |
| 09/04/1996 | 35e     | SA Epinal                | Dom. | 3 - 1 | Dedebant, Michel, Guerreiro | 2e     | 7 683  |
| 13/04/1996 | 29e     | Red Star                 | Dom. | 2 - 1 | Dedebant, Priou             | 1e     | 11 293 |
| 20/04/1996 | 36e     | Angers SCO               | Ext. | 2 - 1 | Dedebant                    | 2e     | 3 469  |
| 27/04/1996 | 38e     | Amiens SC                | Ext. | 1 - 1 | Michel                      | 2e     | 4 385  |
| 27/04/1996 | 37e     | CS Louhans-Cuiseaux      | Dom. | 2 - 0 | Lièvre, Moreau              | 2e     | 9 216  |
| 03/05/1996 | 39e     | Perpignan                | Dom. | 2 - 0 | Priou, Dedebant             | 2e     | 8 391  |
| 10/05/1996 | 40e     | Dunkerque                | Ext. | 0 - 1 | Lemarchand                  | 1e     | 3 774  |
| 17/05/1996 | 41e     | Châteauroux              | Dom. | 1 - 0 | Guerreiro                   | 1e     | 12 224 |
| 21/05/1996 | 42e     | Toulouse FC              | Dom. | 2 - 0 | Priou                       | 1e     | 14 285 |

### Coupe de France
| Date       | Tour  | Adversaire      | Lieu | Score | Buteurs SMC                                 | Public |
| ---------- | ----- | --------------- | ---- | ----- | ------------------------------------------- | ------ |
| 03/12/1995 | 7e    | Lanester (DH)   | ext  | 0 - 4 | Priou, Lièvre, Vahirua, Moreau              |        |
| 17/12/1995 | 8e    | Saint Brieuc    | dom  | 2 -1  | Péron, Vahirua                              |        |
| 13/01/1996 | 32e   | Amiens SC       | dom  | 3 - 2 | Michel, Rival, Dedebant                     | 3 662  |
| 03/02/1996 | 16e   | FC Metz         | ext  | 0 - 1 | Arpinon (csc)                               | 5 378  |
| 28/02/1996 | 8e    | FC Sochaux      | dom  | 5 - 0 | Sommeil, Priou, Guerreiro, Dedebant, Tchato | 12 595 |
| 16/03/1996 | quart | Montpellier HSC | ext  | 1 - 0 |                                             | 7 330  |

### Coupe de la ligue
| Date       | Tour | Adversaire  | Lieu | Score           | Buteurs SMC | Public |
| ---------- | ---- | ----------- | ---- | --------------- | ----------- | ------ |
| 24/10/1995 | 1er  | Toulouse FC | dom  | 0 - 0 (4-3 TAB) |             | 9 076  |
| 13/12/1995 | 16e  | Lille OSC   | ext  | 4 - 1           | Michel      | 3 881  |